# 126906 Andykulessa
126906 Andykulessa este o planetă minoră (asteroid), cu un diametru de 8,275 km, din centura de asteroizi. A fost descoperită pe 10 martie 2002 la Goodricke-Pigott Observatory⁠(d) de Roy A. Tucker⁠(d). 
Obiectul prezintă o orbită caracterizată de o semiaxă mare de 3,0738653367884 UAi, o excentricitate de 0,09592345074057, o înclinație de 8,123337182674 ° în raport cu ecliptica.